# Ylva Johansson
Ylva Julia Margareta Johansson (født 13. februar 1964 i Huddinge i Stockholms län) er en svensk politiker (socialdemokrat, tidligere Vänsterpartiet) som siden 2019 har været EU-kommissær med ansvar for indre anliggender.
Johansson begyndte sin politiske karriere riksdagsmedlem for Vänsterpartiet fra 1988 til 1991. Hun blev senere socialdemokratisk skoleminister 1994-1998 i først regeringen Carlsson III og dernæst regeringen Persson. Hun var minister for sundhed og ældrepleje 2004–2006. Fra valget i 2006 var hun igen riksdagsmedlem for Socialdemokraterna. Den 3. oktober 2014 blev hun arbejdsmarkedminister i regeringen Löfven I med ansvar for arbejdsmarkedsspørgsmål og integration. Den 24. februar 2016 fik Johansson til opgave at koordinere regeringens politik vedrørende etablering af nyankomne. I Stefan Löfvens regeringsomlægning den 25. maj 2016 fik hun også titlen etableringsminister. Den 21. januar 2019 fortsatte hun som arbejdsminister, da regeringen Löfven II tiltrådte. Den post beholdt indtil september 2019, da hun trådte tilbage for senere at tage over som Sveriges EU-kommissær for indenrigsanliggender.